# 203-я смешанная авиационная дивизия
 203-я смешанная авиацио́нная диви́зия — воинское соединение Вооружённых сил ВВС РККА в Великой Отечественной войне.

## Наименования дивизии
- 203-я смешанная авиационная дивизия
- 231-я штурмовая авиационная дивизия
- 231-я штурмовая авиационная Рославльская дивизия
- 12-я гвардейская штурмовая авиационная Рославльская дивизия
- 12-я гвардейская штурмовая авиационная Рославльская Краснознамённая дивизия
- 12-я гвардейская штурмовая авиационная Рославльская Краснознамённая ордена Богдана Хмельницкого II степени дивизия
- Полевая почта 10215

## Создание дивизии
203-я смешанная авиационная дивизия сформирована приказом НКО СССР 10 мая 1942 года на базе Управления Военно-воздушных сил 43-й армии.

## Переименование дивизии
203-я смешанная авиационная дивизия 24 мая 1942 года на основании Приказа НКО преобразована в 231-ю штурмовую авиационную дивизию.

## В действующей армии
В составе действующей армии:
- с 10 мая 1942 года по 24 мая 1942 года.

## Участие в операциях и битвах
- операции Западного фронта

## Командиры дивизии
| Звание    | Имя                          | Период                  | Примечание |
| --------- | ---------------------------- | ----------------------- | ---------- |
| полковник | Владимир Иванович Аладинский | 10.05.1942 — 24.05.1942 |            |

## В составе объединений
| Дата          | Фронт (округ)  | Армия               | Корпус | Примечания |
| ------------- | -------------- | ------------------- | ------ | ---------- |
| 10.05.1942 г. | Западный фронт | 1-я воздушная армия | -      | -          |
| 24.05.1942 г. | Западный фронт | 1-я воздушная армия | -      | -          |

## Боевой состав
| Части                                              | Период                  |
| -------------------------------------------------- | ----------------------- |
| 130-й бомбардировочный Гомельский авиационный полк | 10.05.1942 — 24.05.1942 |
| 615-й ночной бомбардировочный авиационный полк     | 10.05.1942 — 24.05.1942 |
| 570-й штурмовой авиационный полк                   | 10.05.1942 — 24.05.1942 |